# Parthia (paquebot de 1870)
Le Parthia est un paquebot transatlantique britannique mis en service par la Cunard Line en 1870. C'est l'un des paquebots ayant eu la plus longue carrière : après quatorze années de service pour la Cunard, il est vendu à la société John Elder & Co. qui le transfère aussitôt à la Guion Line. En 1892, le navire est renommé Victoria. À partir de 1898, il sert plusieurs entreprises américaines avant de rejoindre l'Alaska Steamship Company qui l'utilise entre l'Alaska et la Californie comme navire côtier.
Il ne cesse ce service qu'en 1952. Vendu pour démolition, il est finalement cédé à une compagnie canadienne qui l'utilise comme barge jusqu'en 1956 sous le nom de Straits No. 27. Vendu à des démolisseurs japonais, il est ensuite démantelé sous le nom de Straits Maru.